# داريو كارينيو
داريو كارينيو (بالإسبانية: Abraham Darío Carreño)‏ (13 يناير 1988 بمونتيري في المكسيك - ) هو لاعب كرة قدم مكسيكي في مركز الهجوم. لعب مع تايجرز أونال وكويتزالتنانغو ونادي باتشوكا ونادي تشياباس ونادي مونتيري ونادي كوميونيكيشنس وCafetaleros de Chiapas ‏.

## وصلات خارجية
- داريو كارينيو على موقع الاتحاد الدولي (مؤرشف)  (الإنجليزية)
- داريو كارينيو على موقع قاعدة بيانات كرة القدم.إي يو (الإنجليزية)
- داريو كارينيو على موقع Soccerway.com (الإنجليزية)
- داريو كارينيو على موقع AS.com (الإسبانية)